# قرار مجلس الأمن التابع للأمم المتحدة رقم 1851
قرار مجلس الأمن التابع للأمم المتحدة رقم 1851 المتخذ بالإجماع في 16 ديسمبر 2008.

## القرار
قرر مجلس الأمن أن تتعاون الدول والمنظمات الإقليمية في العام المقبل في مكافحة القرصنة والسطو المسلح في البحر قبالة سواحل الصومال -والتي قدمت الحكومة الاتحادية الانتقالية الصومالية إخطارًا مسبقًا بشأنها إلى الأمين العام- واتخاذ جميع التدابير اللازمة "المناسبة في الصومال"، لمنع من يستخدمون الأراضي الصومالية للتخطيط أو تسهيل أو القيام بهذه الأعمال
دعا المجلس، بموجب الفصل السابع من خلال اتخاذ القرار 1851 (2008) بالإجماع، الدول والمنظمات القادرة على المشاركة بنشاط في دحر القرصنة والسطو المسلح قبالة سواحل الصومال عن طريق نشر سفن حربية وطائرات عسكرية، ومن خلال الاستيلاء على القوارب والأسلحة المستخدمة في ارتكاب تلك الجرائم والتخلص منها، عقب رسالة بتاريخ 9 كانون الأول / ديسمبر 2008 من الحكومة الاتحادية الانتقالية للحصول على مساعدة دولية لمواجهة تصاعد أعمال القرصنة والسطو المسلح هناك.
ودعا المجلس جميع هذه الدول والمنظمات الإقليمية إلى إبرام اتفاقات أو ترتيبات خاصة مع البلدان الراغبة في احتجاز القراصنة من أجل استقدام مسؤولي إنفاذ القانون، المعروفين باسم "ممرات السفن"، من هذه البلدان الأخيرة لتسهيل التحقيق مع الأشخاص المحتجزين ومقاضاتهم نتيجة العمليات التي أجريت بموجب هذا القرار.
أدى تمرير القرار إلى إنشاء مجموعة الاتصال المعنية بالقرصنة قبالة سواحل الصومال (CGPCS).

## روابط خارجية
- نص القرار في undocs.org